# Онищук Світлана Василівна
Світлана Василівна Онищук (нар. 7 січня 1984, селище Заболотів Івано-Франківської області) — українська чиновниця, голова Івано-Франківської обласної державної адміністрації з 8 липня 2021 року. Доктор наук з державного управління (2015).

## Життєпис
У 2002 році закінчила Снятинський сільськогосподарський технікум за напрямом «бухгалтерський облік».
У жовтні 2002 — вересні 2006 року — юридичний консультант приватної агрофірми «Кобзар» Івано-Франківської області.
У 2004 році закінчила Прикарпатський національний університет імені Василя Стефаника за напрямом «економіка і підприємництво», бухгалтер-економіст. У 2005 році закінчила Прикарпатський національний університет імені Василя Стефаника за напрямом «правознавство», юрист, викладач права.
У жовтні 2006 — лютому 2012 року — викладач кафедри цивільного права та процесу; викладач кафедри економіко-правових дисциплін; доцент кафедри цивільного права Прикарпатського юридичного інституту Львівського державного університету внутрішніх справ у місті Івано-Франківську.
У січні 2012 — вересні 2014 року — доцент кафедри державного управління та місцевого самоврядування Івано-Франківського національного технічного університету нафти і газу (за сумісництвом).
У лютому — квітні 2012 року — радник патронатної служби голови Коломийської районної державної адміністрації Івано-Франківської області.
У квітні 2012 року — начальник відділу аналітичного забезпечення та взаємодії з громадськістю і засобами масової інформації управління організаційної та кадрової роботи Національного агентства України з питань державної служби в місті Києві.
У квітні 2012 — травні 2015 року — начальник управління державної служби Головного управління державної служби України в Івано-Франківській області.
У травні 2015 — вересні 2019 року — начальник Міжрегіонального управління Національного агентства з питань державної служби в Чернівецькій, Івано-Франківській та Тернопільській областях у місті Івано-Франківську.
У жовтні 2015 — вересні 2019 року — професор кафедри публічного управління та адміністрування Івано-Франківського національного технічного університету нафти і газу (за сумісництвом).
З 17 вересня 2019 до 8 липня 2021 року — заступник голови Івано-Франківської обласної державної адміністрації.
З 8 липня 2021 року — голова Івано-Франківської обласної державної адміністрації.

## Нагороди та відзнаки
- Почесна грамота Кабінету Міністрів України (2016)
- Почесне звання «Заслужений юрист України» (2018)[2]
- Державний службовець IV рангу (з 1.05.2019)